# Юровский, Яков Михайлович
Я́ков Михайлович Юро́вский (настоящее имя и отчество Янкель Хаимович, 7 [19] июня 1878, Каинск, Томская губерния — 2 августа 1938, Москва) — российский революционер, советский партийный и государственный деятель, чекист. Непосредственный руководитель расстрела последнего российского императора Николая II и его семьи.

## Биография
Родился в г. Каинск, Томской Губернии, в большой рабочей еврейской семье, восьмым из десяти детей. Его отец был стекольщиком, мать — швеёй. Юровский учился в начальной школе речного района, а с 1890 года — ремеслу. Работал подмастерьем в Тобольске, Томске, Екатеринодаре, Феодосии, Батуме.

### Революционная деятельность
К революционной деятельности примкнул в 1905 году в Томске. По некоторым косвенным данным, сперва он участвовал в боевых организациях Бунда, а потом, по примеру Свердлова (своего близкого друга), примкнул к большевикам. Занимался распространением марксистской литературы, а после провала подпольной типографии был вынужден покинуть Россию и осел в Берлине, где вместе со всей семьёй (жена Мария Яковлевна, трое детей) перешёл в лютеранство.
В 1912 году он нелегально вернулся в Россию, но был выслежен агентами охранного отделения и арестован. Его выслали из Томска за «вредную деятельность» с разрешением выбора места проживания. Так он оказался в Екатеринбурге, где завёл часовую мастерскую и фотографию, причём, как он это описывает, «находился на виду у жандармов и полиции, куда меня часто таскали», и «жандармерия к нему придиралась», заставляя его делать фотографии подозрительных лиц и заключённых. Тем не менее, его мастерская одновременно была явкой большевиков и лабораторией по изготовлению для них паспортов. В 1916 году его призвали на службу фельдшером местного госпиталя. В звании ротного фельдшера оставлен при местном лазарете. На фронт так и не попал. Так Юровский стал активным агитатором в солдатской массе и после Февральской революции продал свою фотомастерскую, а на вырученные деньги организовал большевистскую типографию «Уральский рабочий», стал членом Совета рабочих и солдатских депутатов, видным большевиком и одним из главных руководителей революции на Урале.
Как он рассказывал в январе 1934 года на совещании участников революционных событий, в апреле 1917 года от ЦК большевиков в Екатеринбург приехал Свердлов и стал организовывать делегатов на Всероссийскую конференцию (она состоялась 24 апреля и на ней Ленин объявил план перехода к социалистической революции). Одновременно Свердлов, привлекая подготовленные им здесь кадры, готовил альтернативный переворот на Урале — на случай, если будет неудача в Санкт-Петербурге, «беки» возьмут реванш на Урале. То же делали в Тюмени Арон Сольц, в Челябинске — Самуил Цвиллинг и т. д. При Уральском совете для этого был организован Военный отдел во главе с присланным Свердловым Филиппом Голощёкиным, а Юровский стал его заместителем. Для вооружения рабочих они экспроприировали оружие с шедших на фронт железнодорожных составов. Во время Октябрьской революции был организован Военно-революционный комитет, в который вошли Л. Вайнер, Н. Крестинский, П. Войков, Браницкий, Юровский, а также некоторые анархисты и левые эсеры. Вскоре этот ВРК передал власть УралСовету. В конце ноября были проведены перевыборы в УралСовет (руководили Юровский и Хохряков), в результате которых большинство совета оказались сторонниками большевиков, и вскоре председателем Совета был избран Павел Быков, бывший член Петербургского ВРК. В октябре Быков организовал обстрел Зимнего дворца из Петропавловской крепости и участвовал в его штурме, руководил операциями по подавлению восстания юнкеров, на Втором Съезде Советов был избран в состав ЦИКа, а потом отправился на Урал с мандатом представителя центральной власти, который дал ему Свердлов — заменить председателя УралСовета Л. Сосновского, который от этой чести отказался.
Установив свою власть, Уралсовет сразу наложил на богачей и заводчиков контрибуцию в 10 миллионов рублей — на содержание их власти, а в ответ на саботаж буржуазии объявил переход управлений заводов под контроль рабочих комитетов. Впервые это было осуществлено на Надеждинском заводе, о чём уральские большевики с гордостью доложили Ленину, который принял их делегацию 5 декабря и одобрил их действия. 7 декабря в Комиссариате труда им выдали первый в истории акт о передаче управления заводом коллективу рабочих, и 9 декабря вышел декрет СНК «О конфискации и объявления собственностью Российской республики всего имущества акционерного общества Богословского горного общества». С самих уральцев взяли подписку с обязательством старательно хранить пролетарскую собственность и поднять производительность труда.
Однако захват заводов не принёс большевикам дивидендов (потом, в 1925 году, многие из них были переданы в концессию английской компании «Лена Голдфилдс» и другим компаниям) и когда Ленин был вынужден заключить Брестский мир, Уралсовет объявил, что не признаёт решение центральной власти и объявляет революционную войну Германии. Была объявлена и проведена национализация банков, и для обеспечения боевых действий УралСовета против германцев, большевики приступили к розыску утаиваемых ценностей. Юровский тогда был Членом Коллегии ОблЧК и Председателем Следственной комиссии Революционного Трибунала, он и Хохряков с отрядами красногвардейцев ходили по домам богачей и отбирали ценности на революционную борьбу с Германией. Всё это забиралось как бы для хранения в национальном банке и передавалось комиссару Государственного банка Войкову.

### Расстрел царской семьи

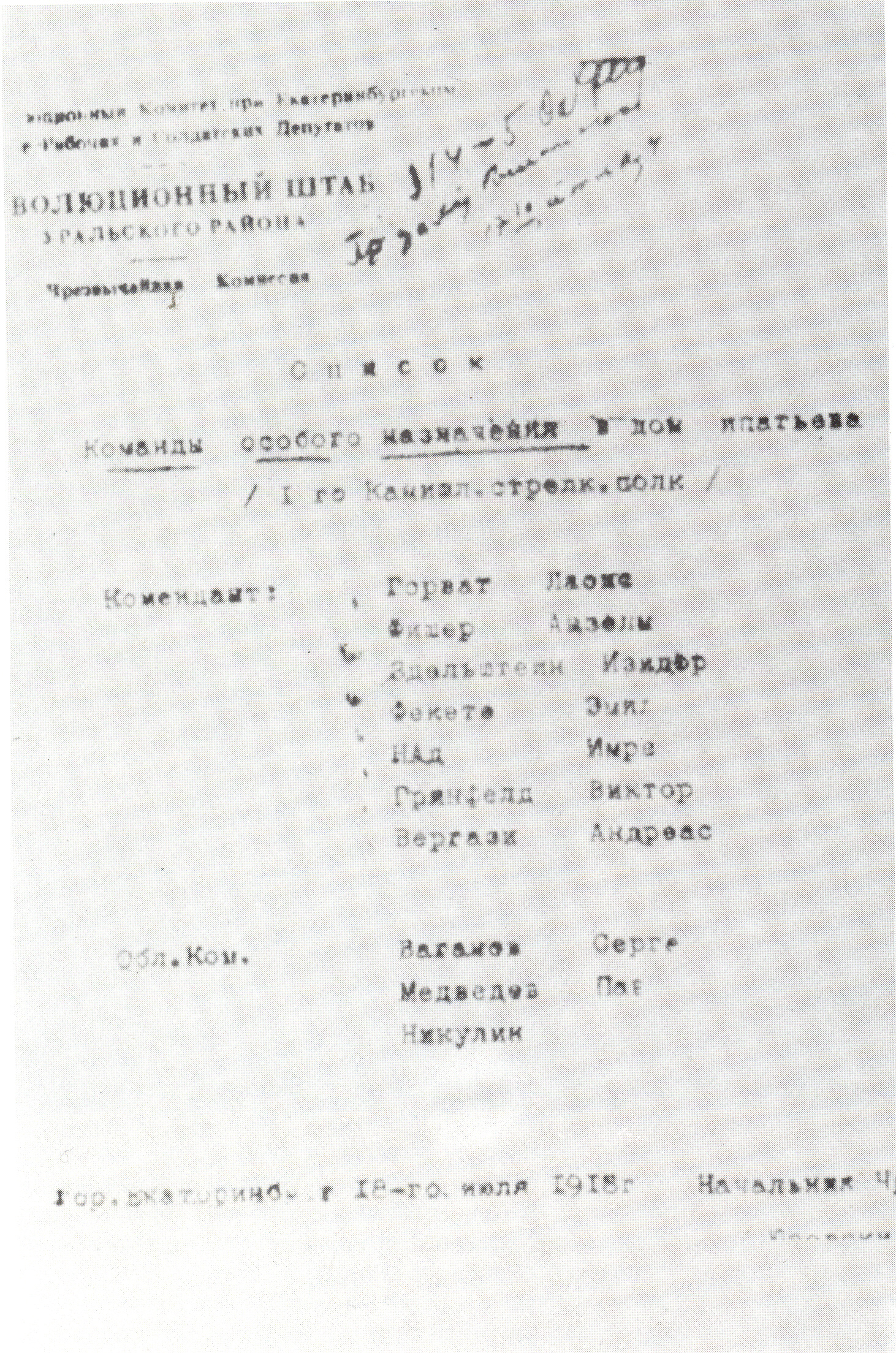
«Документ Юровского»

Яков Юровский вошёл в историю как один из главных участников и руководитель расстрела Николая II и его семьи.
4 июля 1918 года Юровский стал комендантом Ипатьевского дома и по решению Уральского совета (Голощёкина и Соловьёва в частности) возглавил непосредственное исполнение расстрела царской семьи в ночь с 16 на 17 июля.
Быков в воспоминаниях пишет, что имел связь со Свердловым, и тот при угрозе захвата города белыми «решил вопрос без формального народного суда, предложив расстрелять Романова в Екатеринбурге». Ранее они с Голощёкиным организовали перевод Романовых в Екатеринбург, а Юровского поставили комендантом дома, где содержалась царская семья. Юровский пишет, что 16 июля была получена телеграмма на условном языке, содержащая приказ об истреблении Романовых. Пётр Ермаков (начальник охраны дома особого назначения) пишет, что директива из центра о расстреле царя (но не семьи царя) была за подписью Свердлова, а Уралсовет, под влиянием мнения рабочих, постановил расстрелять всех. Голощёкин и Соловьёв (военком и комиссар юстиции Уральской области) в шесть часов вечера предписали Юровскому привести приказ в исполнение. Юровский утверждает, что лично застрелил Романова из своего маузера, другие участники (Ермаков, Медведев и некие мадьяры) застрелили остальных, а недобитых закололи штыками. Всего они казнили 12 человек, в том числе прислугу и семейного врача Боткина. Уничтожение трупов было поручено Ермакову, но Юровский будто бы ему не доверял, считая неаккуратным, и решил тоже участвовать. Можно предположить, что через личного ювелира царицы Рабиновича (имевшего доступ к ней через Распутина) Юровский, также бывший ювелиром, знал, что царица скупала бриллианты, и хотел их найти. Тела убитых они скинули в заброшенную шахту, а через сутки вернулись и начали жечь их кислотой и огнём, стараясь уничтожить всякую возможность оставления каких-либо мощей. При этом, как пишет Ермаков, обнаружилось, что в одежду царевен были зашиты бриллианты — общим весом примерно полпуда.
Хотя в это же время они отправили поезд с ценностями Госбанка в Москву, про найденные на телах царевен бриллианты Юровский пишет, что всё это «было похоронено в Алапаевском заводе, в одном из домиков в подполье, в 1919 году откопано и привезено в Москву». Однако, в описи ценностей царской семьи описаны только меховые шубы, серебряные столовые приборы, иконы в серебряных окладах, и тому подобные вещи, но бриллианты не фигурируют, и подлинная их судьба неизвестна.

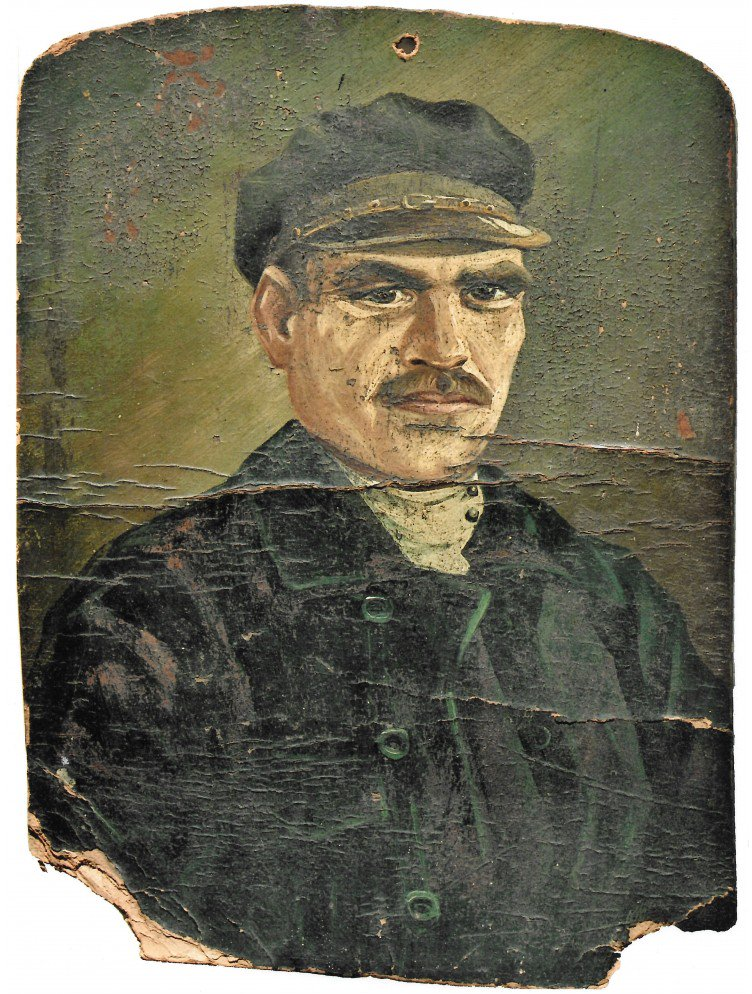
Предполагаемый портрет Я. Юровского, предположительно атрибутируемый кисти К. Малевича, частная коллекция

Другие ценности, хранившиеся в Госбанке, они отправили поездом в Москву через Пермь, а вторым поездом с партийными архивами бежал от белогвардейцев Юровский. Участник вывоза ценностей Семён Глухих, член коллегии контроля при областном комиссариате финансов (он тоже был караульщиком Романовых), пишет, что они везли золото, платину и денежные знаки на 100 миллионов рублей, отчеканенные в хромо-литографии большевиками (он называет их дензнаками Уральской области), и всё это они сдали в Перми, так как путь в Москву тогда был перекрыт из-за эсеровского восстания в Ярославле. Потом это всё было перевезено в Москву.
Вывоз уральских ценностей вызвал возмущение и восстание в Екатеринбурге: на Верх-Исетском заводе (тогда пригород Екатеринбурга) начался митинг под лозунгами «долой комиссаров!», «Да здравствует Учредительное собрание!», на котором стали говорить, что большевики грабят рабочих и оставляют их без средств, требовали вернуть ценности, освободить заложников и распустить Красную гвардию. Голощёкин и Юровский с отрядом красногвардейцев и пулемётами приехали их подавить, а те, по словам Александра Медведева, «были не вооружёны и ответить не могли». Мятежники были разогнаны и расстреляны. Занимался этим специально организованный революционный трибунал, в котором Юровский был членом и председателем следственной комиссии. О числе своих жертв Юровский не сообщает, а по словам Медведева, они «безжалостно расстреливали всех, кто проявлял антисоветскую активность» и «после этого город притих и население заняло позицию „моя хата с краю“…»
Имеется версия о том, что для осуществления расстрела Юровский якобы составил специальный документ, который включал список команды расстрельщиков. Однако по результатам исторического исследования И. Ф. Плотникова можно заключить, что этот документ, в своё время предоставленный средствам печати бывшим военнопленным-австрийцем И. П. Мейером, опубликованный в США в 1984 году Е. Е. Алферьевым и, скорее всего, сфабрикованный, не отображает настоящего списка участников расстрела.
21 июля 1920 года Юровский сдал драгоценности расстрелянной царской семьи Романовых коменданту Московского Кремля П. Д. Малькову.

### Последующие годы жизни
25 июля 1918 года белые захватили Екатеринбург, Юровский перебрался в Москву, где стал членом коллегии Московской ЧК и начальником районной ЧК. Когда большевики вернулись в Екатеринбург, его поставили председателем Уральской ГубЧК. Он поселился в богатом особняке Агушевича — почти напротив расстрельного дома.
В сентябре 1918 года Я. М. Юровский вместе с В. Э. Кингисеппом и С. К. Гилем (шофёром В. И. Ленина) участвовал в следственном эксперименте, воспроизводящем обстоятельства покушения на В. И. Ленина 30 августа 1918 года на заводе бывш. Михельсона.
В 1921 году его направили в Гохран заведовать золотым отделом — для «приведения в порядок и ликвидное состояние хранившихся там ценностей». Затем Юровский был председателем торгового отдела валютного управления Наркомата иностранных дел, в 1923 году спустился на пост заместителя директора завода «Красный богатырь».
С 1928 года он работал директором Политехнического музея в Москве.

### Смерть
Умер в 1938 году от прободения язвы двенадцатиперстной кишки. Кремирован. Прах помещен в колумбарий Донского кладбища, но позже урну с его прахом убрали в тайное место.

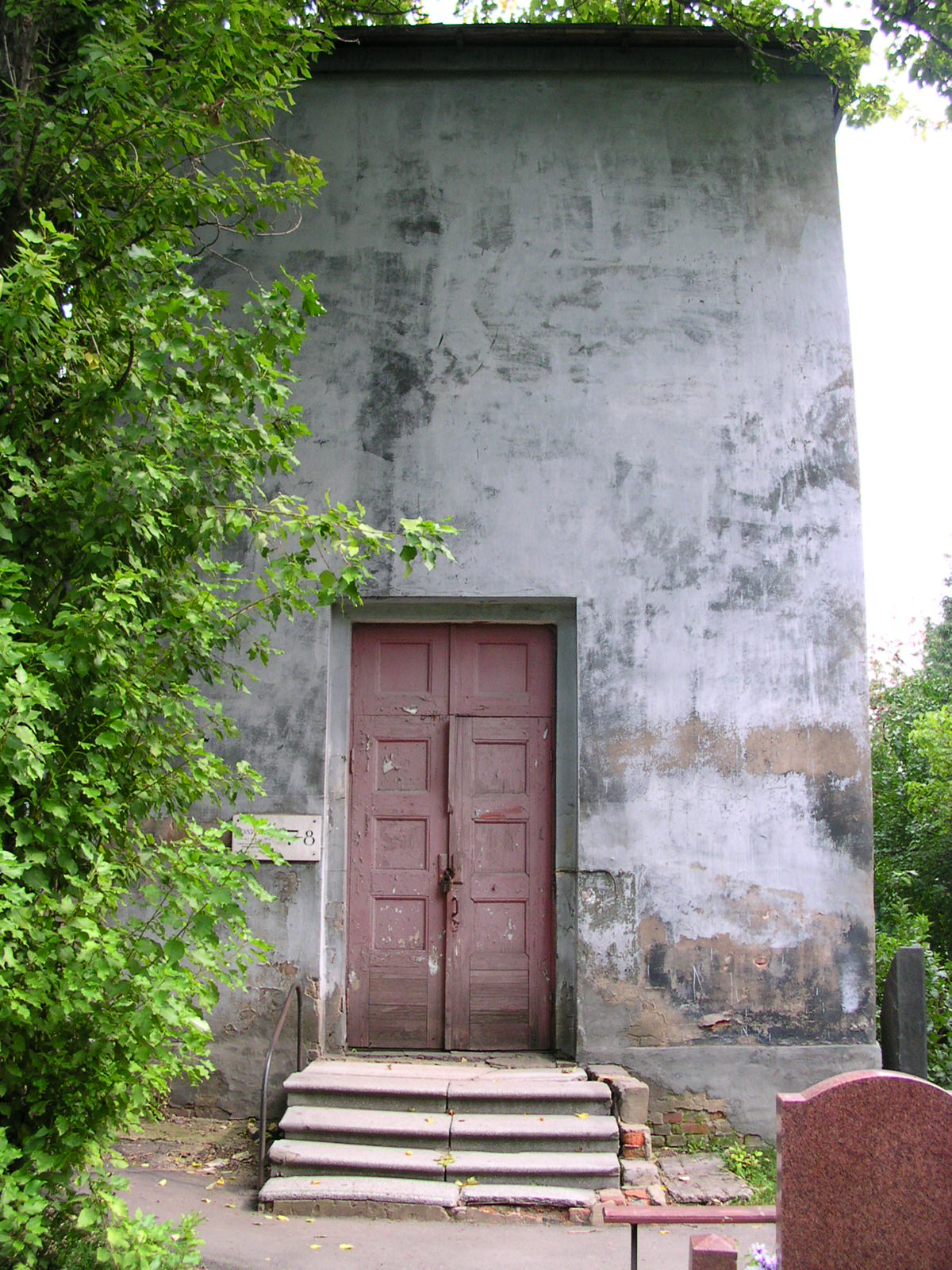
Новое Донское кладбище, Колумбарий 7—8, где якобы хранится урна с прахом Юровского

### Воспоминания о расстреле царской семьи
Уже в августе 1919 году Юровский в Москве встретился с историком М. Н. Покровским и рассказал ему об обстоятельствах расстрела царской семьи и тайном захоронении ее останков. После того, как литературная правка этих воспоминаний была закончена, по просьбе М. Н. Покровского документ был отпечатан в нескольких экземплярах под копирку, а одна из копий была передана Юровскому для сверки. В конце 1920 года Юровский вернулся в Москву и передал Покровскому текст собственного рассказа, записанный со своих слов, как бы подтвердив тем самым, что всё в нем соответствует действительности. Наряду с этим документом, две машинописных копии которого хранятся в ГА РФ в деле «ВЦИК. Дело о семье бывшего царя Николая Второго. 1918-1919» (Ф. 601. Оп. 2. Д. 27), имеются также записанные с его слов воспоминания о расстреле царской семьи от апреля-мая 1922 года и 1 февраля 1934 года, также находящиеся на хранении в государственных архивах.

## Семья
- Жена — Мария Яковлевна Юровская, член РСДРП с 1917 г.
- Дочь — Юровская, Римма Яковлевна (1898—1980) — крупный комсомольский деятель, в 1938 году была арестована и до 1946 года отбывала срок в Карагандинском лагере.
- Сын — Юровский Александр Яковлевич (1904—1986) — контр-адмирал ВМФ. Был арестован в 1952 году, но после смерти Сталина освобождён.
- Сын — Юровский Евгений Яковлевич (1909—1977) — подполковник, политработник в ВМФ[11].

## В кинематографе
- 1971 — «Николай и Александра». В роли Юровского — Алан Вебб.
- 1991 — «Цареубийца». В роли Юровского — Малкольм Макдауэлл.
- 1992 — «Искупительная жертва». В роли Юровского — Владимир Князев.
- 1996 — «Распутин (фильм, 1996)». В роли Юровского — Габор Конц.
- 2000 — «Романовы. Венценосная семья». В роли — Любомирас Лауцявичус.
- 2011 — «Распутин (фильм, 2011)». В роли — Андрей Астраханцев.
- 2022 — «Корона». В роли — Гедиминас Адомайтис.